# 블러드 칫

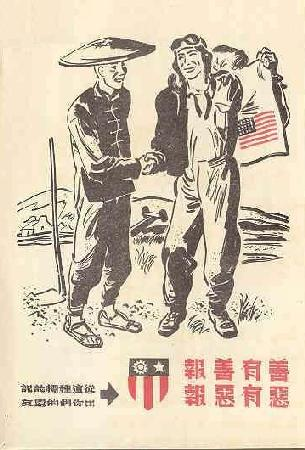
미국 비행사가 플라이트 재킷을 열어 중국 농부에게 미국 국기 형태의 '블러드 칫'을 보여주는 모습을 묘사한 전단지. 화살표는 중국-버마-인도(CBI) 전구 휘장을 가리키고 있다.

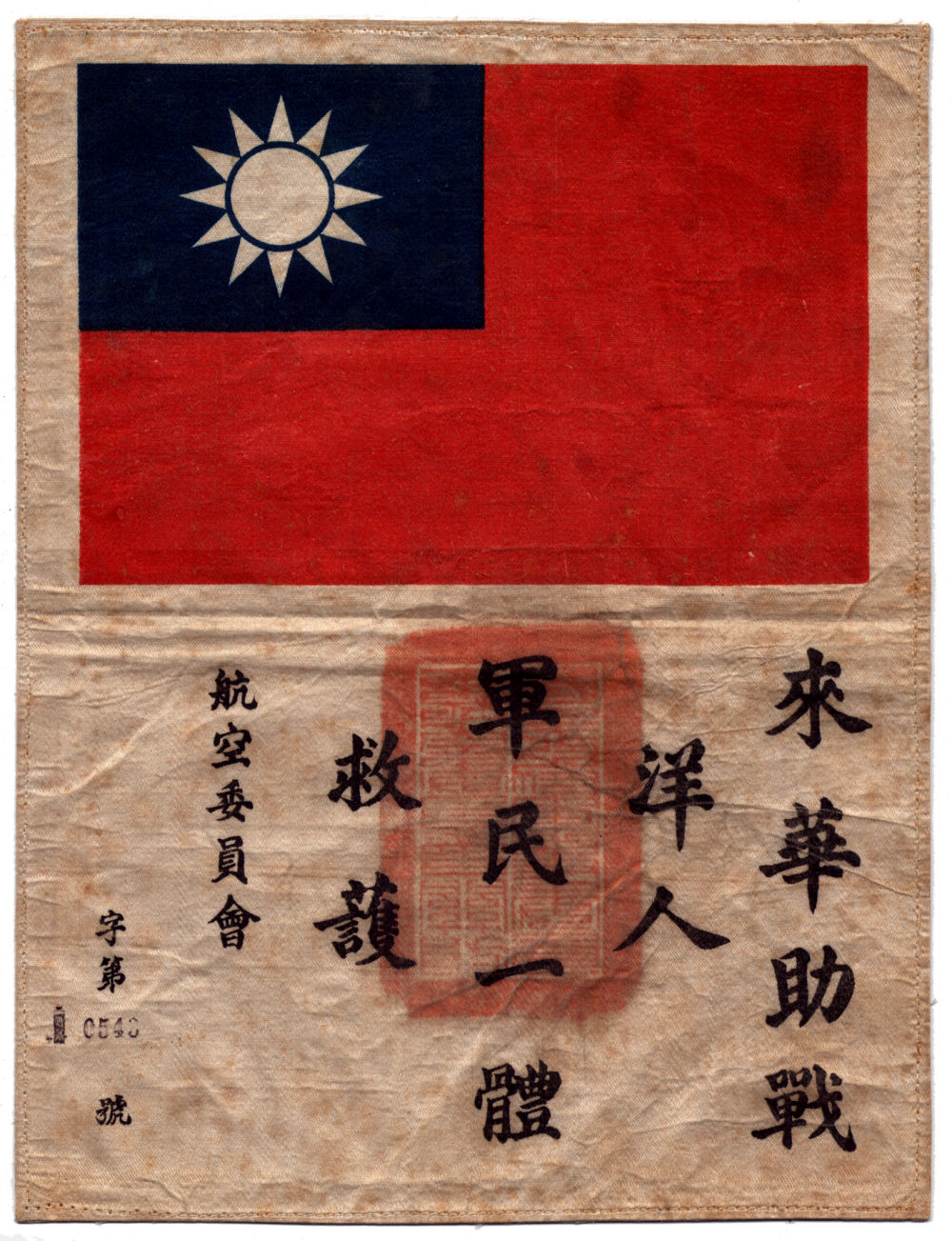
플라잉 타이거스로 알려진 미국 의용군단에 발급된 '블러드 칫'. 쓰여진 중국어의 내용은 다음과 같다. "이 외국인은 전쟁 수행을 돕기 위해 중국에 왔습니다. 군인과 민간인 모두는 그를 구조하고 보호해야 합니다". (R.E. 볼드윈 컬렉션)

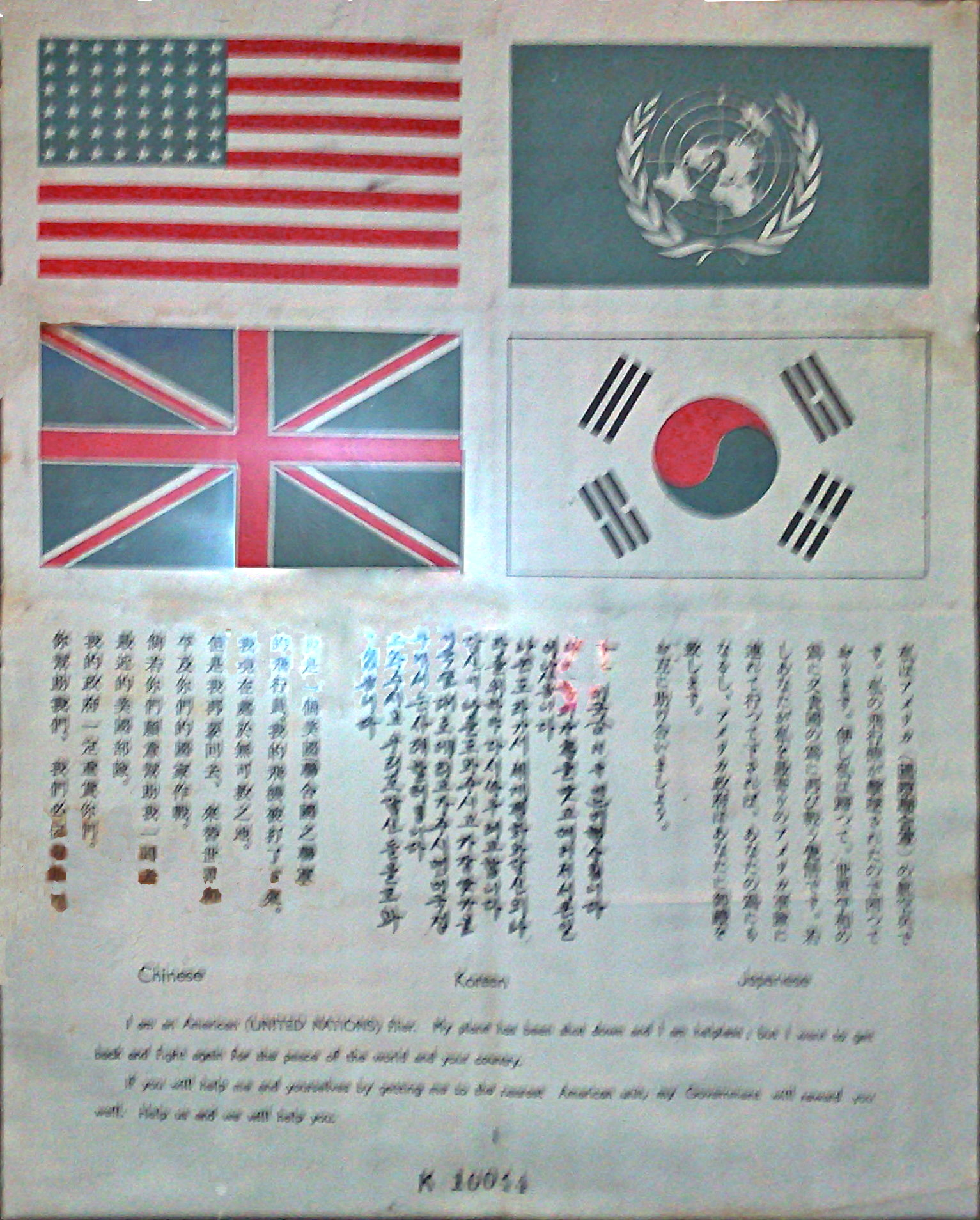
한국 전쟁 당시 유엔 조종사들이 사용한 블러드 칫. (호주 전쟁기념관)문구(중국어, 한국어, 일본어, 영어로 작성)는 다음과 같다:
"나는 미국(국제연합) 조종사입니다. 내 비행기가 격추되어 무력한 상태이지만, 나는 돌아가서 세계 평화와 당신의 국가를 위해 다시 싸우고 싶습니다.
만약 당신이 나를 가장 가까운 미군 부대로 데려감으로써 나와 당신 자신을 도와준다면, 내 정부가 당신에게 보상할 것입니다. 나를 도와주면 우리도 당신을 도와드리겠습니다."

블러드 칫(blood chit, 血幅; 혈서)은 군인이 소지하는 문서로, 곤경에 처하거나 낙오한 군인(예: 격추된 조종사)을 발견할 수 있는 민간인들을 대상으로 한다. 이 문서는 소지자가 속한 군대가 우호적임을 나타내며, 해당 군인에게 모든 도움을 제공해 줄 것을 요청하는 메시지를 담고 있다.

## 어원
블러드 칫의 다른 명칭으로는 탈출기(escape flag), 신원확인기(중국어: 人物證明書)가 있다. '칫'(chit)은 영국 영어에서 지불해야 할 부채를 나타내는 작은 문서, 쪽지 또는 통행증을 의미한다. 이는 18세기 후반 힌디어 'citthi'에서 유래한 영국-인도 용어이다.

## 역사
최초의 블러드 칫은 1793년 프랑스 열기구 조종사 장피에르 블랑샤르가 미국에서 열기구를 시연했을 때 만들어졌을 가능성이 있다. 열기구의 방향을 제어할 수 없었기 때문에 그가 어디에 착륙할지 아무도 알 수 없었다. 블랑샤르가 영어를 구사하지 못했기 때문에, 전승에 따르면 조지 워싱턴이 그에게 모든 미국 시민들이 그를 필라델피아로 돌려보내는 데 협조해야 한다는 내용의 편지를 주었다고 한다.
제1차 세계 대전 당시 인도와 메소포타미아에서 활동하던 영국 왕립 비행단 조종사들은 현지 4개 언어로 인쇄된 '굴리 칫'(goolie chit)을 소지했다. 이 문서에는 무사한 영국 비행사를 영국군 진영으로 데려오는 사람에게 보상을 약속하는 내용이 담겨 있었다. 영국 장교 존 마스터스는 그의 자서전에서 영국령 인도(현재의 파키스탄) 북서변경주(1901년 ~ 1955년)의 파슈툰 여성들이 영국-아프가니스탄 전쟁 중 포로로 잡힌 비무슬림 군인들(영국인과 시크교도 등)을 참수하고 거세했다고 기록했다.
제2차 세계 대전 이전 제2차 중일 전쟁 당시, 플라잉 타이거스 소속 외국인 자원 조종사들은 중국어로 인쇄된 문서를 소지했다. 이 문서는 현지인들에게 해당 외국인 조종사가 중국을 위해 싸우고 있으며 그들이 조종사를 도와야 한다는 내용을 알렸다. 이러한 블러드 칫의 한 예시는 다음과 같이 번역된다.
나는 미국 비행사입니다. 내 비행기는 파괴되었습니다. 나는 당신의 언어를 말할 수 없습니다. 나는 일본의 적입니다. 음식을 주시고 가장 가까운 연합군 군사 기지로 데려가 주십시오. 당신은 보상을 받을 것입니다.
한국 전쟁 당시 UN의 블러드 칫에는 일본어로 협조자에게 보상이 있을 것이며 본인의 '이익'(benefit)을 위해 도와야 한다고 쓰여 있다.

### 미군
미국이 1941년 12월 공식적으로 제2차 세계 대전에 참전했을 때, 비행 승무원의 생존 키트에는 50개 언어로 인쇄된 블러드 칫이 포함되었다. 이 블러드 칫에는 미국 국기가 그려져 있었으며 조종사를 안전하게 귀환시키면 보상을 약속하는 내용이 담겨 있었다. 이 키트에는 금화, 지도, 바늘 등의 선물도 포함되어 있었다. 아시아 상공을 비행하는 많은 미국 비행 승무원들은 '블러드 칫'을 플라이트 재킷 뒷면에 꿰매 달았다. 일부 부대는 블러드 칫을 승무원의 비행복에 추가했고, 다른 부대는 특정 비행에만 블러드 칫을 지급했다. 현재 블러드 칫은 합동 인사 회복국(Joint Personnel Recovery Agency)에서 제작하고 있다. 최근의 정부 발행 블러드 칫은 타이벡 재질의 작은 시트로, 미국 국기와 함께 여러 언어로 미국이 소지자를 안전하게 데려오는 사람에게 보상할 것이라는 내용이 적혀 있다. 이는 미국 정부의 서면 약속을 구성한다. 은퇴한 노먼 슈워츠코프 장군은 걸프 전쟁 당시 중부사령부 법무감이 미국 조종사들이 이러한 블러드 칫을 소지하도록 승인했다고 회고했다.

### 영국군

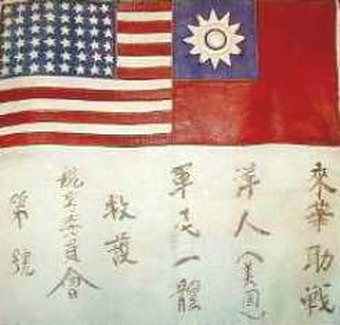
제2차 세계 대전 시기 가죽 블러드 칫(플라이트 재킷용)으로, 미국과 중화민국 국기가 그려져 있다. 번역문: "이 외국인(미국)은 전쟁 수행을 돕기 위해 중국에 왔습니다. 군인과 민간인 모두는 그를 구조하고, 보호하며, 의료 지원을 제공해야 합니다."

1940년대 인도에서 영국 왕립 공군 요원들에게 발급된 블러드 칫의 예시는 50 x 30 cm 크기의 얇은 실크 천에 인쇄되었다. 좌측 상단에 영국 국기가 인쇄되어 있으며, 그 옆에는 영어와 프랑스어로 다음과 같은 문구가 적혀 있다.
친애하는 친구여, 나는 연합군 전투원입니다. 나는 내 친구인 당신에게 해를 끼치러 온 것이 아닙니다. 나는 단지 일본인들에게 해를 끼치고 가능한 한 빨리 그들을 이 나라에서 쫓아내고 싶을 뿐입니다. 만약 당신이 나를 도와준다면, 일본인들이 쫓겨날 때 내 정부가 당신에게 충분한 보상을 할 것입니다.
문서의 주요 영역은 3열로 나뉘어 있으며, 말레이어, 버마어, 타밀어, 태국어, 벵골어 등 15개의 아시아 언어로 같은 내용이 인쇄되어 있다.
이러한 블러드 칫 또는 굴리 칫은 걸프 전쟁 당시 왕립 공군 조종사들에게도 발급되었다. 이는 소지자가 우호적임을 나타내며, 인센티브로 금화와 함께 발급되었다. 피터 래트클리프는 특수 공군 요원들이 배치되기 전에 이를 지급받았다고 회고했다. 금화는 정당하게 사용되었음을 증명할 수 있는 경우가 아니면 반납해야 했다. 피터 드 라 빌리에르 또한 모든 왕립 공군 승무원들이 "문제 발생 시 탈출을 용이하게 하기 위해 800파운드의 금과 함께 아랍어로 작성된 블러드 칫을 지급받았다."라고 회고했다. 이 블러드 칫에는 "영국 여왕 정부가 비행사를 온전히 연합군에 돌려보내는 사람에게 5,000 파운드를 지불하겠다"는 약속이 담겨 있었다. 전 특수 공군 하사관 크리스 라이언도 같은 유형의 블러드 칫을 받았으며, 이라크에서 탈출하는 동안 시리아 운전사에게 이를 건넸다.

### 냉전 시대 미국
냉전 기간 동안 동유럽 국가들 상공에서 정찰 비행을 하던 미국인들은 해당 국가들의 다양한 언어(예: 폴란드어, 체코어, 헝가리어)로 작성된 블러드 칫을 지급받았다. 이 블러드 칫의 내용은 다음과 같았다:
나는 미국인입니다. 나는 당신의 언어를 구사하지 못합니다. 나는 음식과 거처, 그리고 도움이 필요합니다. 나는 당신에게 해를 끼치지 않을 것이며, 당신의 국민들에 대해 악의를 품고 있지 않습니다. 만약 당신이 나를 도와준다면, 내 정부가 당신에게 보상할 것입니다.

### 노르웨이군
노르웨이 코만도(spesialjegere)는 아프가니스탄 전쟁 당시 "실크로 만들어진 블러드 칫을 제복 벨트 안쪽에 꿰매어" 소지했다.

## 참고문헌
- Rossi, J.R. “AVG American Volunteer Group - Flying Tigers”.